# Johann Valentin Neuffer

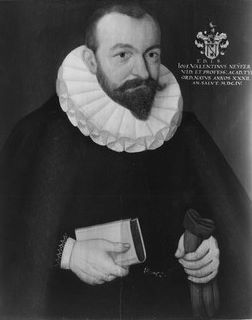
Johann Valentin Neuffer in der Tübinger Professorengalerie

Johann Valentin Neuffer (* 12. November 1572 in Herrenberg; † 5. April 1610 in Tübingen) war ein deutscher Jurist und Professor für Jurisprudenz.

## Familie
Johann Valentin Neuffer ist der Sohn des Stiftsverwalters Ludwig Johann Neuffer (1540–1624) und seiner Gattin Apollonia Neuffer geb. Moser (1542–1596). Johann Valentin Neuffer ist Stammvater der „Valentinischen Neuffer-Linie“. Er heiratete am 22. November 1597 in Tübingen Regine Varnbüler, eine Enkelin zweier Tübinger Hochschullehrer, des Medizin-Professors Johannes Vischer (1524–1587) und des Rechtswissenschaftlers und Diplomaten Nikolaus Varnbüler (1519–1604). Aus der Ehe mit Regine Varnbüler gingen drei Kinder hervor, Johann Ludwig Neuffer, der spätere Stadtschreiber (Kanzleivorsteher) von Tübingen, lat. auch  notarius civitatis genannt, Regine Neuffer und Johann Valentin Neuffer junior.

## Leben und Wirken
Johann Valentin Neuffer besuchte die Lateinschule in Herrenberg und Bad Urach. Er immatrikulierte sich am 26. November 1588 an der Universität Tübingen. Dort erwarb er am 8. April 1590 den akademischen Grad eines Baccalaureus. Neuffer studierte später, ab April 1595, an der Universität Marburg und im Sommersemester 1596 an der Universität Jena. Johann Valentin Neuffer wurde 1598 in Tübingen an der Eberhard-Karls-Universität zum Doctor juris utriusque promoviert. Er wurde Hofgerichtsassessor und folgte im Jahre 1600 einem Ruf der Eberhard-Karls-Universität und übernahm dort den Lehrstuhl für Jurisprudenz. 1604 wurde Neuffer Dekan der Juristischen Fakultät, und 1609 wurde er zum Rektor der Universität Tübingen ernannt.

## Ehrungen
- Johann Valentin Neuffer wurde zum herzoglich Württembergischen Geheimrat ernannt.